# Base antarctique Grande Muraille
La base antarctique Grande Muraille (chinois simplifié : 长城站 ; chinois traditionnel : 長城站 ; pinyin : Chángchéng Zhàn) ou en anglais Great Wall Station est une station de recherche de la république populaire de Chine située sur l'île du Roi-George sur la péninsule Antarctique.

## Historique
La base a été installée en 1985, un an après la première expédition en Antarctique de la Chine,, et 2 ans après la signature du traité sur l'Antarctique par la Chine. Un monolithe commémoratif de la création de la base et le bâtiment n°1 sont classés comme monument historique de l'Antarctique.
Une fois par an depuis 1993, la base est ravitaillée par l'un des deux brise-glace chinois, le Xue Long ou le Xue Long 2.
En janvier 2017, la base reçoit la visite du ministre uruguayen des Affaires étrangères Rodolfo Nin Novoa qui se félicite de la coopération Uruguay-Chine dans le domaine de la recherche. En novembre 2017, les membres du projet QQ X de la compagnie chinoise Tencent amarrent à la base antarctique de la Grande Muraille pour mener une étude sur la nature environnante.

## Description
La base antarctique Grande Muraille, construite et contrôlée par les autorités chinoises, est située à la pointe Sud-Ouest de l'île du Roi-George et peut accueillir 80 chercheurs en été.
Les recherches chinoises effectuées depuis la base antarctique Grande Muraille visent à «comprendre, protéger et utiliser l'Antarctique».  

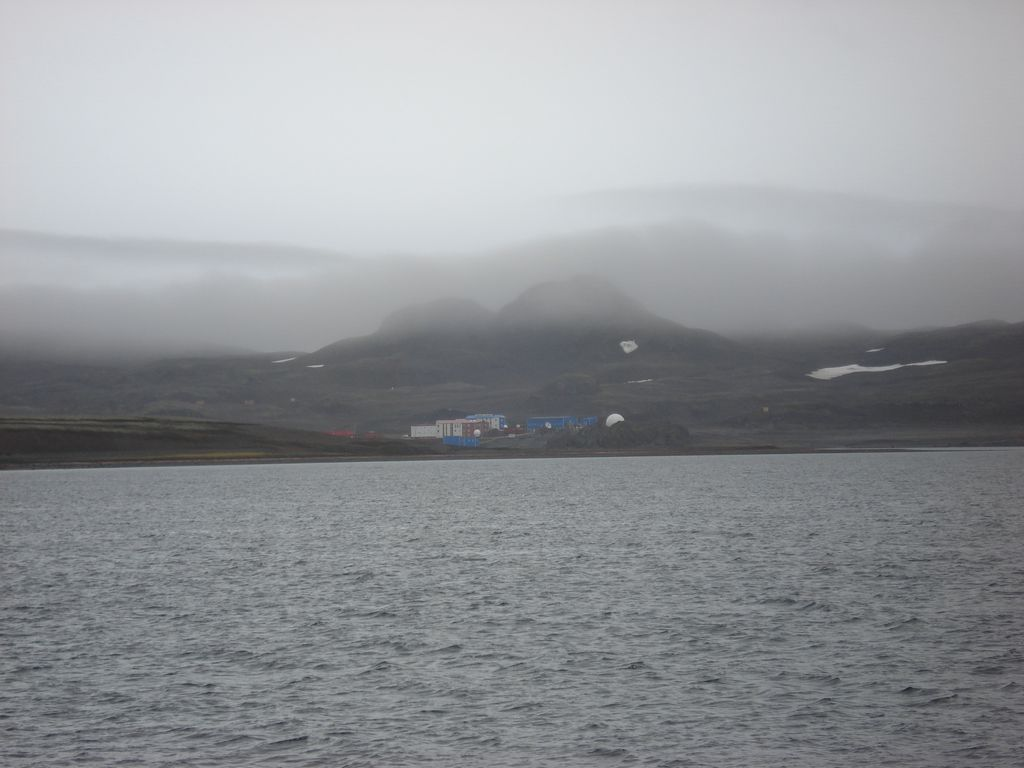
Vue de la base
La base est située à la pointe Sud-Ouest de l'île du Roi-George

## Articles liés
- Île du Roi-George
- Liste des sites et monuments historiques de l'Antarctique